# Jurijiwka (rejon pokrowski)
Jurijiwka (ukr. Юріївка) – wieś na Ukrainie, w obwodzie donieckim, w rejonie pokrowskim, w hromadzie Sełydowe. W 2001 liczyła 79 mieszkańców.